# Renan Luce
Pour les articles homonymes, voir Luce.
Renan Luce, né le 5 mars 1980 à Paris en France, est un auteur-compositeur-interprète français. 
Il rencontre le succès en France avec son premier album Repenti en 2006 et sa chanson La Lettre.

## Biographie

### Adolescence
Renan Luce naît le 5 mars 1980 à Paris mais vit toute son enfance et son adolescence en Bretagne à Plourin-lès-Morlaix (près de Morlaix dans le Finistère). Il commence sa formation musicale en participant avec son frère Damien Luce et avec sa sœur Claire à une chorale, puis commence l'étude du piano classique avec Damien. Sa sœur souffre du syndrome de Saethre-Chotzen, une malformation osseuse.
Il poursuit ensuite son apprentissage aux conservatoires de Brest puis de Saint-Brieuc. Il remplace alors le piano par le saxophone et apprend seul la guitare en composant ses premières chansons. Il écoute aussi "à fond Bécaud ou Brel, qui étaient accompagnés par des orchestres".
Après deux ans de classe préparatoire à Rennes (au lycée Saint-Vincent), où il se produit dans des bars et quelques festivals (première partie de Matmatah), il est admis à l'École supérieure de commerce de Toulouse, aujourd'hui Toulouse Business School. Dans le cadre de ses études, il compose deux chansons et les enregistre sur un disque vendu à la bulle dans le cadre de son projet Delta, au profit d'une association humanitaire, Escenciel, qui aide une école de Madagascar.

### Vie privée
Renan Luce épouse l'écrivaine Lolita Séchan (la fille du chanteur Renaud) le 31 juillet 2009 ; ils ont une fille, Héloïse, née le 3 août 2011. Le couple se sépare en 2016.
Depuis 2010, il s'est engagé en faveur de la connaissance et de la reconnaissance d'un trouble neurologique, la dyspraxie, et a participé à plusieurs manifestations organisées par l'association DFD qu'il parraine. Le chanteur a aussi participé activement (acteur, voix off, musique originale) au tournage du film documentaire sorti en 2015 Dyspraxie, le parcours du combattant.

### Carrière musicale

#### Les débuts
Après ses deux années d'études à Toulouse, Renan Luce s'installe à Paris et décide rapidement de se consacrer exclusivement à la création de chansons et au spectacle. Il rencontre rapidement son éditeur, Olivier Lefebvre (Universal Publishing), puis son manager, Jeff Génie, qui l'installe pour plusieurs mois de concerts au théâtre Le Méry (place de Clichy). On croise déjà dans le public des fans de la première heure, comme le chanteur Renaud ou Bénabar, et beaucoup de directeurs artistiques[réf. nécessaire]. Il signe un contrat chez Barclay fin 2005.
Plusieurs festivals lui donnent alors sa chance (Francofolies de La Rochelle, Alors Chante à Montauban) et Bénabar le prend en première partie : le Zénith (Paris) le 7 juin 2006. Il est aussi souvent invité par d'autres artistes et jouera ainsi en « lever de rideau » de Maxime Le Forestier, Clarika, Jeanne Cherhal, Thomas Fersen[réf. nécessaire]…

#### Repenti(2006-2009)
Son premier album, Repenti, sort en septembre 2006, réalisé par Jean-Louis Piérot et enregistré au studio du Manoir (dans les Landes), au studio de la Seine ( à Paris) et au studio ICP (à Bruxelles).

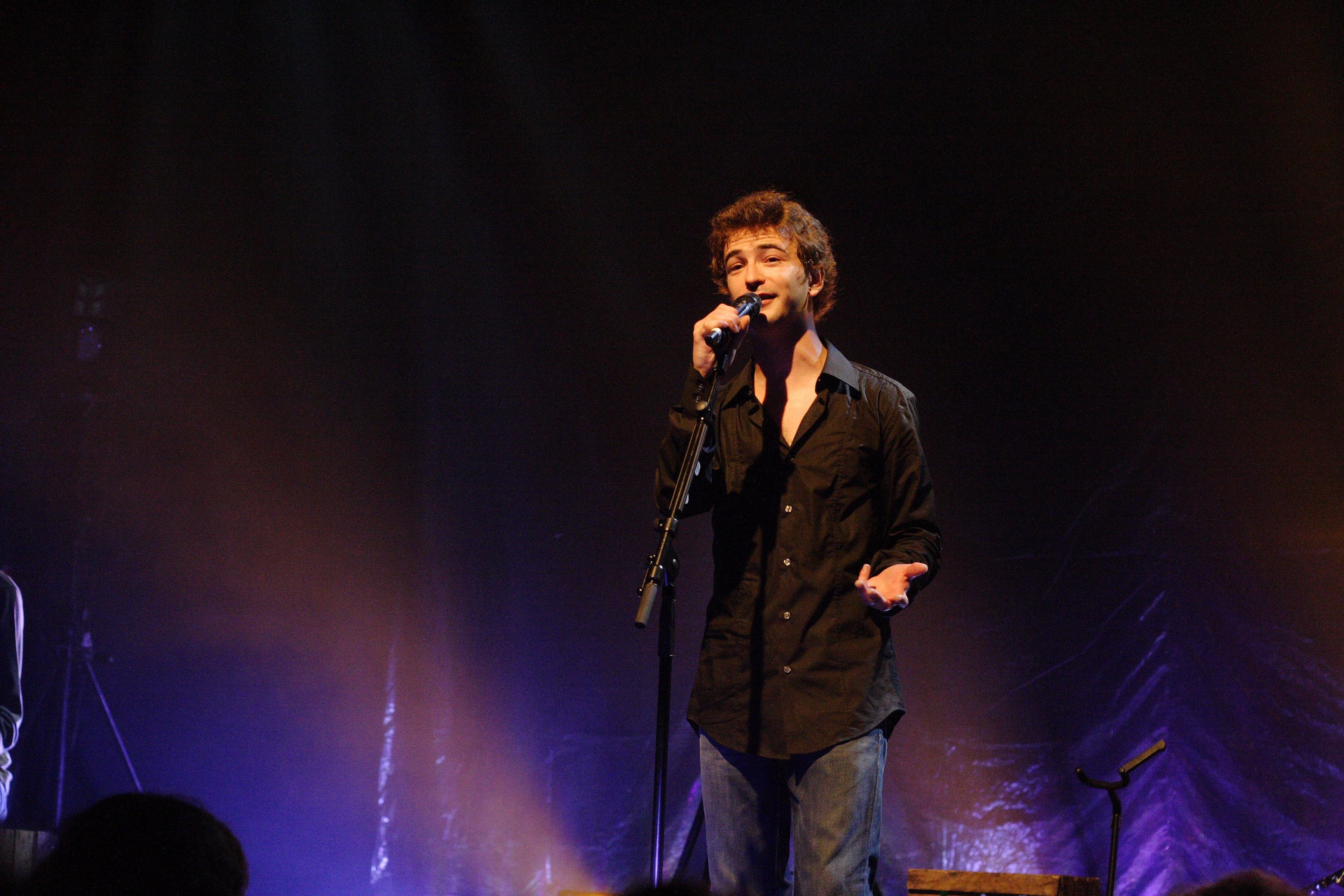
Renan Luce à La Cigale à l'occasion de la sortie de l'album Repenti

Renan Luce signe pour une tournée de pays francophones, qui l'entraîne sur les routes jusqu'au printemps 2008 devant près de 200 000 spectateurs. Il se produit quatre fois au Québec durant l'année 2007. Sur une période de dix-huit mois, tous ses concerts parisiens sont complets : le Café de la danse, le Trianon, la Cigale, l'Olympia, le Grand Rex et les deux dates au Zénith de Paris.
Soutenu dès le départ par Bernard Chérèze sur France Inter, avant que d'autres radios ne popularisent ses chansons, il aura pendant plusieurs mois jusqu'à trois singles classés simultanément dans les classements (Yacast) français : La Lettre, Les Voisines et Repenti. Son album Repenti est certifié disque de diamant avec plus de 800 000 exemplaires vendus. Il est aussi disque de platine en Belgique en avril 2008 (avec 40 000 exemplaires vendus).
Nommé dans trois catégories, il reçoit deux Victoires de la musique 2008 : celles de l'« album révélation de l'année » et de la « révélation scène de l'année ». En juin 2008, après 200 dates de concerts, il se consacre à la préparation du suivant.
Il participe au spectacle des Enfoirés en 2009, qui s'intitule Les Enfoirés font leur cinéma, du 21 au 26 janvier 2009 au Palais omnisports de Paris-Bercy. Il est nommé aux Victoires de la musique 2009, dans la catégorie « chanson de l'année », pour Repenti. Cette victoire sera finalement remportée par Thomas Dutronc.

#### Le Clan des miros(2009-2010)

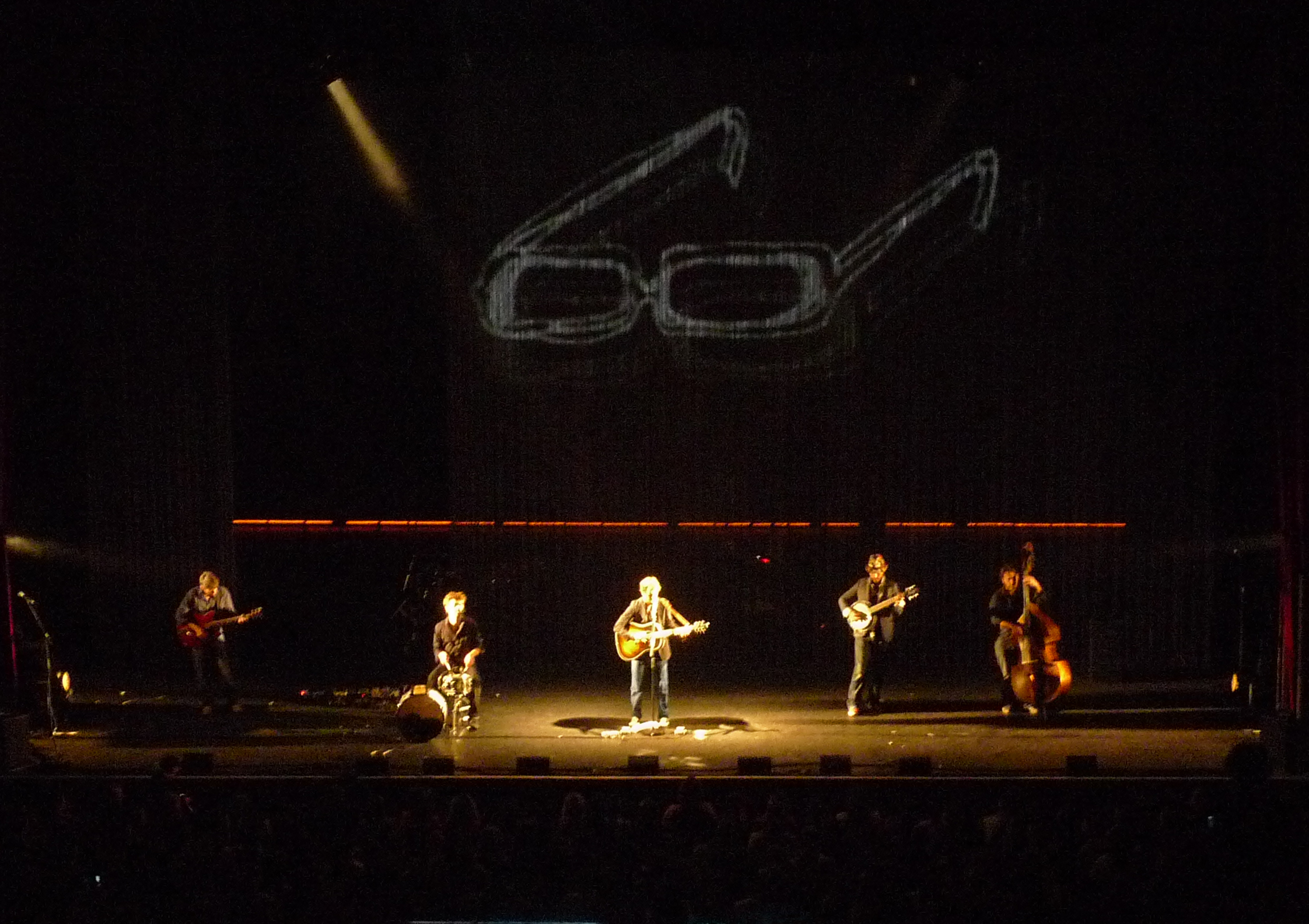
Tournée Le Clan des miros, à l'Olympia le 12 mai 2010.

Le 12 octobre 2009, Renan Luce sort son deuxième album, Le Clan des miros ; en sont extraits les singles La Fille de la bande, puis On n'est pas à une bêtise près, qui sert de générique au film Le Petit Nicolas, et Nantes. 
Renan Luce entame une tournée le 1er octobre 2009 qui se prolonge en 2010, avec notamment des concerts parisiens à La Cigale en octobre, trois dates à l'Olympia (complets) du 10 au 12 mai 2010. À la suite d'un de ses concerts à l'Olympia, il reçoit un double disque de platine pour avoir vendu 230 000 albums en France (disque d’or en Belgique).
Après cette tournée de plus de 200 dates, passant par le Québec, la Réunion, la Belgique (Forest National), il décide de marquer une pause dans sa carrière musicale personnelle. En octobre 2011, il participe à la tournée Seuls à trois, avec ses amis Alexis HK et Benoît Dorémus. 
Courant octobre 2011, il enregistre la chanson Le Père Noël et la petite fille de Georges Brassens sur l’album collectif Noël Noël Noël (Barclay) et fin novembre 2011 il participe au titre Un dimanche à Orly en hommage à Gilbert Bécaud (Warner).

#### D'une tonne à un tout petit poids(2014)
Renan Luce revient après trois ans d'absence avec un troisième album, D'une tonne à un tout petit poids, sorti le 7 avril 2014. L'album est réalisé avec le concours du suédois Peter Von Poehl. Le premier single, Appelle quand tu te réveilles, sort le 10 février 2014.

#### Nouvel album:Renan Luce(2019)

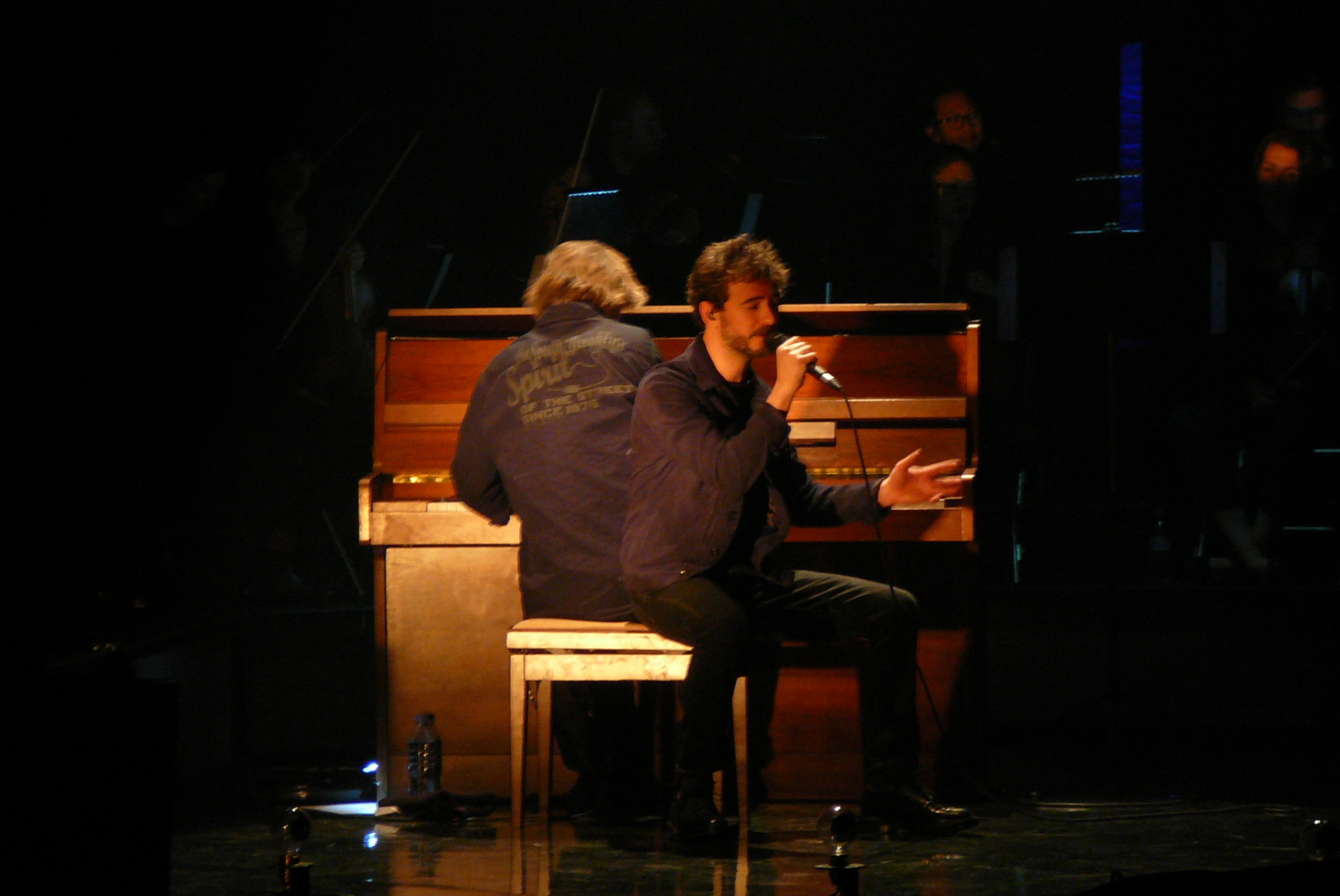
Renan Luce au Cirque Royal à Bruxelles en 2019.

L'année 2019 marque son retour grâce à un album simplement intitulé Renan Luce. Plus personnel, plus grave, il fait suite à la rupture du chanteur avec Lolita Séchan. Un orchestre symphonique aux accents des années 50 accentue la gravité des chansons. L'orchestre accompagne le chanteur dans une tournée qui débute le 2 novembre 2019. Le 13 mars 2020, la tournée est interrompue en raison des mesures gouvernementales relatives à la pandémie de covid-19. Il remonte sur scène le 18 juillet 2020 au festival « À la folie… pas du tout », à Bourg-en-Bresse devant un public masqué.

#### Premier livre (2022)
En octobre 2022 parait son livre autobiographique Une Famille inquiète.

## Discographie et collaborations

### Singles
- 2006 : Les Voisines
- 2007 : La Lettre
- 2008 : Repenti
- 2008 : Monsieur Marcel (nouvelle version)
- 2009 : La Fille de la bande
- 2009 : On n'est pas à une bêtise près
- 2010 : Nantes
- 2014 : Appelle quand tu te réveilles
- 2019 : Au début
- 2019 : On s'habitue à tout

### Participations
- 2006 : L'Orage, sur l'album Putain de toi, hommage à Georges Brassens
- 2008 : J’avais oublié que les roses sont roses en duo avec Salvatore Adamo sur son album Le Bal des gens bien
- 2008 : On ne peut rien faire quand on est petit en duo avec Aldebert et Pour louper l'école avec divers artistes, sur l'album Enfantillages d'Aldebert
- 2009 : Thanks for the Add en duo avec Alexis HK sur son album Les Affranchis
- 2009 : Générique de Linus et Boom, dessin animé de Gulli
- 2009 : On n'est pas à une bêtise près, générique du film Le Petit Nicolas de Laurent Tirard
- 2009-2013 : Membre des Enfoirés
- 2011 : Dimanche à Orly, sur l'album Bécaud, et maintenant, hommage à Gilbert Bécaud
- 2011 : Le Père Noël et la petite fille sur l'album Noël ! Noël !! Noël !!! de Michel Legrand
- 2012 : Ignoble Noble en trio avec Alexis HK et Benoît Dorémus sur l'album Le dernier Présent d'Alexis HK
- 2013 : La Couleur, pour la comédie musicale Le Soldat rose 2
- 2014 : Je suis une bande de jeunes, avec Alexis HK et Benoît Dorémus sur l'album-hommage La Bande à Renaud
- 2014 : Où c'est qu'j'ai mis mon flingue ? sur l'album-hommage La Bande à Renaud 2
- 2014 : Thomas O'Malley, tiré du film Les Aristochats, sur l'album We Love Disney 2
- 2016 : Composition de trois titres Les Mots, La Nuit en taule et Petite fille slave sur l'album Renaud de Renaud
- 2017 : La Mémoire et la mer en duo avec Clarisse Lavanant sur l'album collectif Breizh eo ma bro !

### Clips
- La vidéo de sa chanson Les Voisines, réalisé par Pascal Forneri, est inspirée du film Fenêtre sur cour d’Alfred Hitchcock.
- Le clip de La Lettre a été tourné à Étretat et réalisé par Romain Vaudaux.
- Le clip de Repenti, réalisé par Rodolphe Pauly, met en scène Philippe Torreton dans le rôle du repenti.
- Le clip de La Fille de la bande donne le rôle-titre à Mélanie Bernier.
- On n'est pas à une bêtise près est le générique du film Le Petit Nicolas et toute l'équipe du film (enfants) est présente dans le clip.
- Le clip de Nantes, avec la participation de Louise Monot, jouant le rôle de la femme, a été réalisé par Thierry Teston.
- Le clip de Appelle quand tu te réveilles publié le 12 février 2014 et réalisé par Laurent Seroussi.
- Le clip d'Au début est publié le 20 mars 2019, il est réalisé par Guillaume Boutindi.
- Le clip de On s'habitue à tout est publié le 13 juin 2019, il est réalisé par Léo Grandperret et Martin Grandperret.
- Le clip de Berlin est publié le 4 novembre 2019. Il est composé en grande partie d'images d'archives et est produit en partenariat avec l'INA à l'occasion des 30 ans de la chute du mur.

### Chiffres
Disques
- Repenti (sorti en septembre 2006) : 850 000 ventes physiques (en janvier 2010) ; disque de platine (certifié SNEP)[15] Selon un article du Parisien, Renan Luce est la 4e vente en France de l’année 2008 derrière les Enfoirés, Francis Cabrel et Amy Winehouse.
- Singles : 190 000 ventes uniquement digitales (juin 2008)[réf. nécessaire]
- Le Clan des miros (sorti en octobre 2009) : 240 000 ventes physiques (en mai 2010) ; double disque de platine (certifié SNEP) remis par son label à l'occasion de la série de concerts à l'Olympia en mai 2010[réf. nécessaire]

Tournées

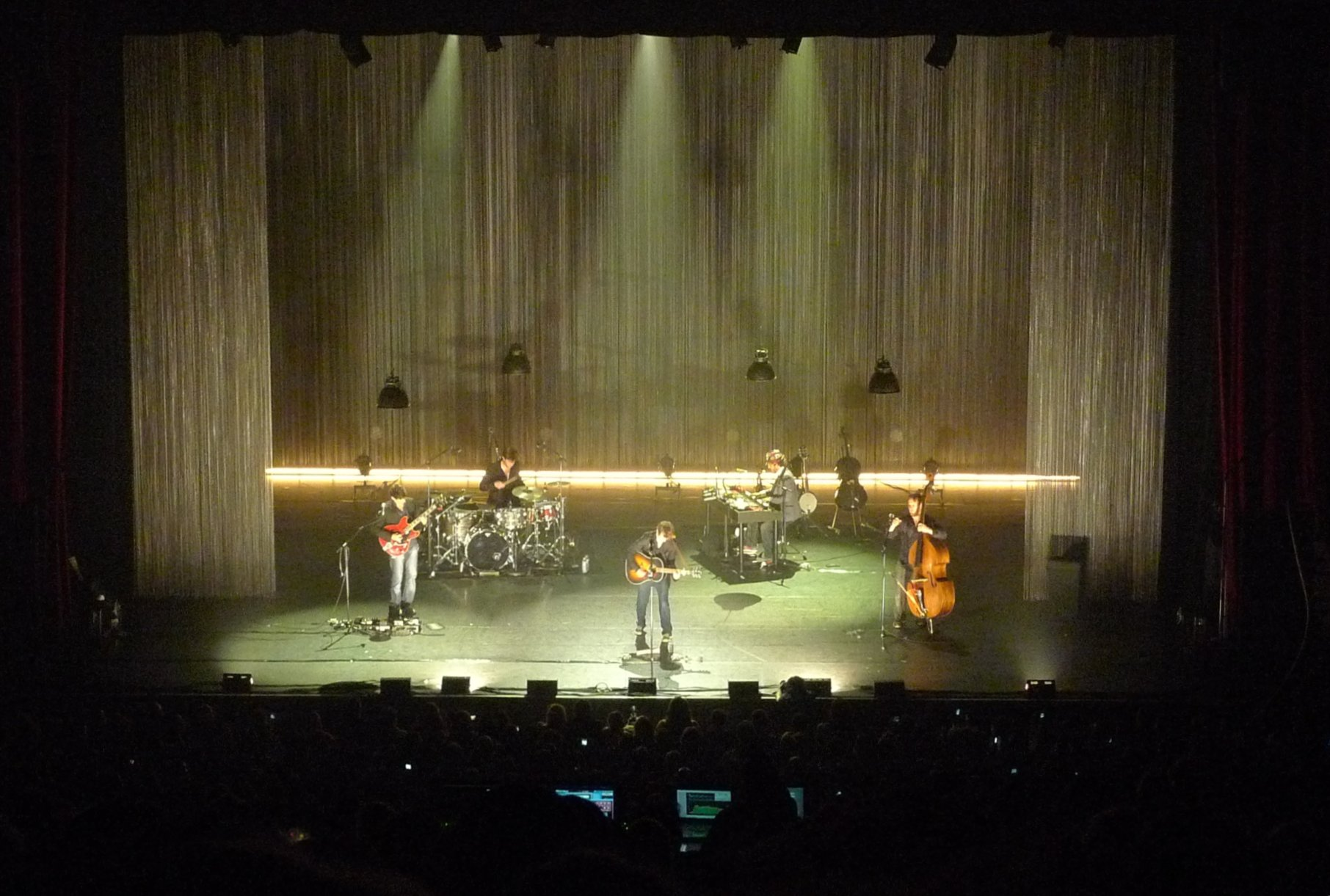
Concert à l'Olympia le 12 mai 2010

- globale 2007-2008 : environ 200 000 tickets vendus.[réf. nécessaire]
- mars à mai 2008 : environ 120 000 tickets vendus. (52 concerts complets)[réf. nécessaire]
- 2009-2010 : environ 200 dates
- Avril à juin 2014 dont 2 dates au Trianon à Paris les 12 et 13 mai 2014.

## Doublage
- 2015 : La Forêt de l'Étrange, voix française de Wirt

## Récompenses
- 2006 : prix des « Bravos du public » au festival Alors...Chante ! de Montauban
- 2007 : grand Prix de l'Académie Charles-Cros
- 2007 : prix du meilleur premier album du Télégramme
- 2007 : prix « talent tout neuf » remis par M6 en septembre 2007 lors d'un Hit Machine.
- 2008 : prix de l'UNAC (Union des auteurs-compositeurs) pour la chanson La Lettre
- 2008 : Victoire de la musique de l'« album révélation de l'année »
- 2008 : Victoire de la musique de la « révélation scène de l'année »
- 2008 : prix de l'artiste révélation Pop Rock 2008 - RTL2
- 2009 : grand prix du disque du Télégramme (coup de cœur des internautes)